# Salvatorkloster Hamberg

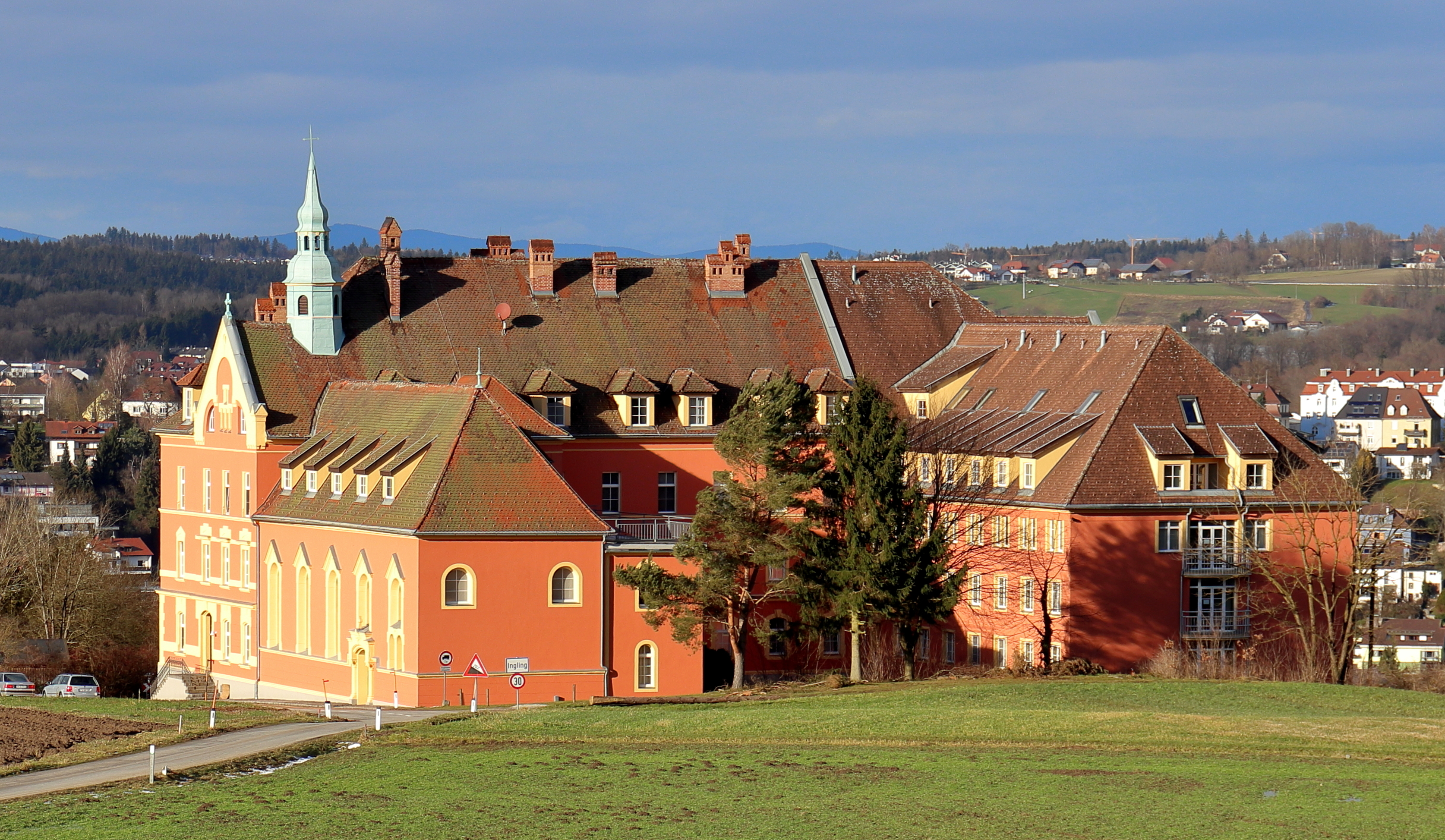
Ehemaliges Kloster Hamberg, Südseite

Das ehemalige Kloster Hamberg der Salvatorianer befindet sich knapp außerhalb der Stadt Passau auf dem Hamberg über dem Inn. Es steht nur wenige hundert Meter von der bayerischen Grenze entfernt in der Ortschaft Ingling der Gemeinde Schardenberg in  Oberösterreich. Als Wohnanlage Hamberg dient die Anlage heute als Studentenwohnheim.

## Geschichte
Das Kloster Hamberg wurde 1900 von den Salvatorianern gegründet, die dazu in der Ortschaft Ingling  zunächst ein Bauernhaus kauften. Es wurde unmittelbar an der Stadtgrenze zu Passau angelegt, da sich Jesuiten und jesuitenähnliche Orden infolge des Jesuitengesetzes vom 4. Juli 1872 nicht in Deutschland niederlassen durften. Mit dem Bau des eigentlichen Klosters war bis 1904 P. Eliseus Gebelseder betraut. Am 30. November 1904 wurde die Klosterkirche Hamberg eingeweiht.
Das Kloster Hamberg wurde 1903 Noviziatshaus. Von 1915 bis 1926 waren hier Novizen des Ordens untergebracht, die in Passau an der Philosophisch-theologischen Hochschule studierten.
Nachdem 1917 das Jesuitengesetz aufgehoben worden war und sich Jesuiten und jesuitenähnliche Orden wieder in Deutschland niederlassen durften, erwarben die Salvatorianer 1925 in Passau ein ehemaliges Kloster der Benediktinerinnen (Passau-Klosterberg), in dem ab 1931 die Theologiestudenten des Ordens wohnten. Der Standort Hamberg verlor dadurch an Bedeutung. Es wurde von den Salvatorianern fortan für die Heranbildung von Laienbrüdern und für die außerordentliche Seelsorge genutzt. Während des Zweiten Weltkriegs wurde es als Reservelazarett beschlagnahmt. Die Salvatorianerpatres durften allerdings im Hause bleiben.
Am 2. September 1982 wurde das Salvatorianerkolleg Hamberg aufgelöst. Das ehemalige Klostergebäude wurde danach für die Nutzung als Studentenwohnheim umgebaut. Neben einer gründlichen Modernisierung wurde auch ein weiterer Gebäudeteil errichtet. Die ehemalige Klosterkirche ist heute innen komplett ausgeräumt und zum Kraftraum umgebaut.

### Kloster-Obere (Superiore)
- P. Eliseus Gabelseder, Superior 1900–1905
- P. Canisius Werner, Superior 1905–1908
- P. Paulus Papst, Superior 1908–1918
- P. Josef Bermiller, Superior 1918–1924
- P. Damasus Jäger, Superior 1924–1927
- P. Sigisbert Kraus, Rektor der Theologen 1927–1931
- P. Wenzeslaus Raschke, Superior 1932–1938
- P. Ulrich Brechthold, Superior 1938–1939
- P. Cyprian Seidl, Superior 1939–1942
- P. Innozenz Krall, Superior 1942–1946
- P. Wenzeslaus Raschke, Superior 1946–1949
- P. Rudigier Schmidseder, Superior 1949–1959
- P. Beda Bungarten, Superior 1959–1968
- P. Rudiger Schmidseder, Superior 1968–?